# Münster-Hiltrup
Münster-Hiltrup ist ein Stadtbezirk in der Stadt Münster (Nordrhein-Westfalen, Bundesrepublik Deutschland). Er umfasst die ehemals eigenständigen Gemeinden Hiltrup und Amelsbüren sowie den Stadtteil Berg Fidel. Von den rund 40.000 Einwohnern des Bezirks Hiltrup wohnen über die Hälfte in der namensgebenden Siedlung, weshalb Hiltrup der einzige von Münsters Stadtbezirken mit einem Eigennamen ist.

## Politik
- Linke: 1
- SPD: 4
- Grüne: 4
- FDP: 1
- CDU: 8
- AfD: 1

Die Bezirksvertretung Hiltrup besteht aus 19 Mitgliedern, die alle 5 Jahre bei den Kommunalwahlen in Nordrhein-Westfalen neu gewählt werden. Ihre Aufgabe ist es, an der Gestaltung der Kommunalpolitik im Bereich des Stadtbezirks Hiltrup mitzuwirken. Die Bezirksvertretung wählt aus ihrem Kreis einen Bezirksbürgermeister und Stellvertreter.
Der Grünen-Politiker Winfried Stein wurde nach der Kommunalwahl 2020 mit den Stimmen von SPD, Grünen, FDP und Linken zum Bezirksbürgermeister gewählt. Zuvor hatten nur CDU-Politiker dieses Amt inne.
Bei Stadtratswahlen sind dem Bezirk-West die Kommunalwahlbezirke 23–26 zugeordnet, die 2020 alle an die CDU gingen.